# IT839 전략
IT839는 2004년 3월 국민 소득 2만달러 조기 달성을 위한 정책의 일환으로 정보통신부가 수립한 IT산업 개발 전략이다. 새롭게 부각되는 8대 신규 서비스, 3대 인프라, 9대 신성장 동력으로 구분하고 이들 간의 유기적인 연계를 통해 오는 2007년 IT 연간 생산 380조원, 수출 1100억달러 달성을 목표로 하고 있다. 이 전략의 핵심은 IT 산업의 ‘가치사슬 효과를 극대화’ 하는 것이다.
8대 신규서비스에는 ▲휴대인터넷 ▲DMB ▲홈네트워크 ▲텔레매틱스 ▲RFID활용 서비스 ▲WCDMA ▲지상파 디지털TV ▲인터넷전화가 포함되고, 3대 인프라는 ▲광대역통합망 ▲유비쿼터스센서네트워크 ▲인터넷주소체계 IPv6를 말한다. 한편 9개 신성장동력 사업은 ▲차세대 이동통신 ▲디지털TV ▲홈네트워크 ▲IT Soc ▲차세대PC ▲임베디드 소프트웨어 ▲디지털콘텐츠 ▲텔레매틱스 그리고 ▲지능형로봇을 들 수 있다

## 같이 보기
- 진대제